# Dmitri Semjonowitsch Girew

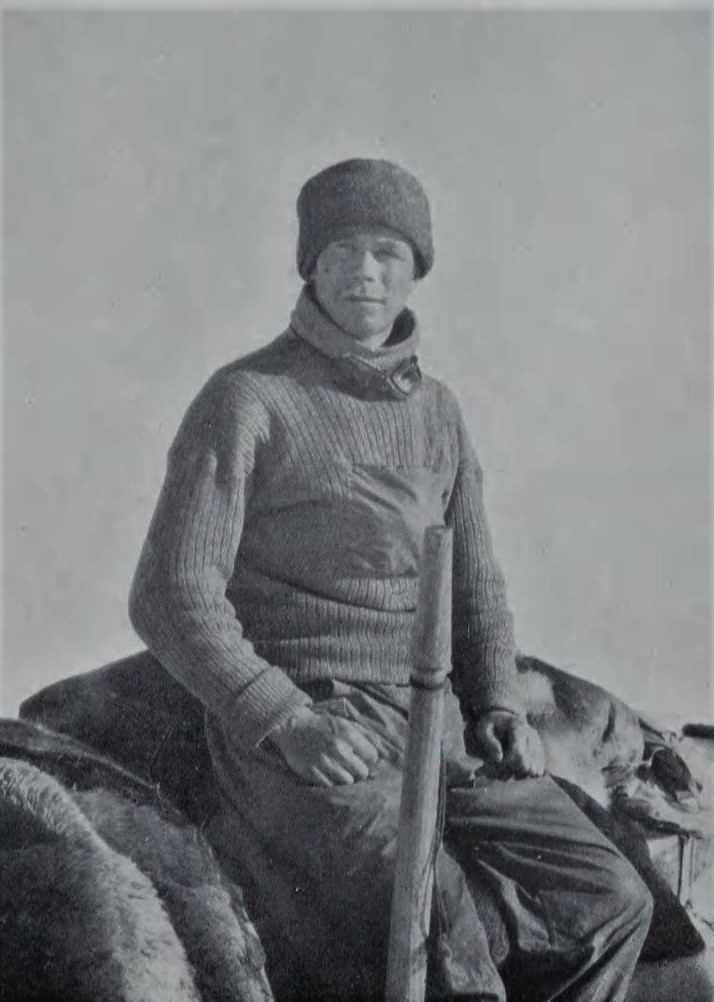
Dmitri Girew bei der Terra-Nova-Expedition (ca. 1911)

Dmitri Semjonowitsch Girew (russisch Дмитрий Семёнович Гирев; * 1. Juni 1889 in Alexandrowsk auf Sachalin, Russisches Kaiserreich; † Dezember 1932 in der Sowjetunion) war ein russischer Musher, der an der Terra-Nova-Expedition (1910–1913) des britischen Polarforschers Robert Falcon Scott in die Antarktis teilnahm.

## Leben
Girew kam unehelich als Sohn eines nach Sachalin verbannten Sträflings zur Welt und nahm den Namen seiner Mutter an. Nachdem die Verbannungszeit 1897 geendet hatte, ließ sich die Familie in Nikolajewsk am Amur nieder. Dort ging Girew zur Schule und absolvierte eine Ausbildung zum Elektriker. Den Umgang mit Schlittenhunden und Schlitten, die für die Fortbewegung in der Region unabdingbar waren, erlernte er vom Volk der Niwchen.
In Wladiwostok lernte er Anton Omoltschenko und Cecil Meares (1877–1937) kennen. Letzterer befand sich dort in Scotts Auftrag, um Mandschurische Ponys und Schlittenhunde als Zugtiere für die Terra-Nova-Expedition zu kaufen. Girew half Meares und Omoltschenko bei der Überführung der Tiere nach Neuseeland und anschließend zum Basislager der Expedition auf der Ross-Insel. Zwischen Januar und März 1911 nahm er an den Märschen zum Anlegen der Versorgungsdepots für Scotts Südpolmarsch teil. Bei diesem war er bis zum 11. Dezember 1911 zugegen, bevor er sich am Fuß des Beardmore-Gletschers gemeinsam mit Cecil Meares und den Hundegespannen auf den Rückweg zum Basislager begab. Zwischen dem 20. und 22. Februar 1912 war er gemeinsam mit Edward Atkinson an einer Hundeschlittenfahrt zur Rettung des schwer an Skorbut erkrankten Edward Evans beteiligt. Zudem begleitete Girew Apsley Cherry-Garrard mit den Hundeschlitten auf einer Fahrt zur Auffrischung des One Ton Depot zwischen dem 25. Februar und 16. März 1912 für die vom Südpol zurückkehrende Gruppe, das jene jedoch nicht mehr erreichte. Eine Weiterfahrt von diesem Depot weiter nach Süden zur Rettung der Südpolgruppe war insbesondere wegen Girews zu diesem Zeitpunkt durch die Kälte angegriffener Gesundheit nicht möglich. Girew gehörte schließlich auch zur Suchmannschaft, die am 12. November 1912 das letzte Lager der Südpolgruppe auf dem Ross-Schelfeis mit den Leichen von Scott, Edward Wilson und Henry Bowers fand und dort auch von dem Schicksal der bereits zuvor gestorbenen Edgar Evans und Lawrence Oates erfuhr.
Girew verließ zum Abschluss der Expedition die Terra Nova, nachdem diese im Februar 1913 Neuseeland erreicht hatte. Ab 1915 betätigte er sich als Goldsucher in Sibirien. Im Jahr 1930 wurde er im Zuge der stalinschen Säuberungen für 18 Monate in Wladiwostok inhaftiert. Girew starb nach seiner Haftentlassung im Dezember 1932 auf dem Weg nach Hause im Alter von 43 Jahren an einem Herzinfarkt.

## Ehrungen
In der Antarktis sind die Gorew-Insel, der Gerof Point und der Pik Girew nach ihm benannt.